# خديجة محمدوفيتش
خديجة محمدوفيتش (بالبوسنوية: Hatidža Mehmedović) (1952 - 22 يوليو 2018) ناشطة حقوقية بوسنية ومؤسسة مُنظمة أمهات سربرنيتسا، وهي مُنظمة للنساء التي قُتِل أقاربهن في مذبحة يوليو 1995 في سربرينيتسا. خديجة هي واحدة ممن نجوا من مذبحة سربرينيتشا سنة 1995، التي قُتل خلالها أكثر من 8000 مُسلم بوسني من الرجال والأطفال، بمن فيهم زوجها وإبناها.

## نبذة
ولدت خديجة محمدوفيتش عام 1952، وقد أتمت تعليمها الابتدائي. عند اندلاع الحرب البوسنية، كانت خديجة ربة بيت، وقد عاشت مع زوجها عبد الله، وابنيهما أزمير وألمير، في فيديكوفاتش بالقُرب من سربرنيتسا في شرق البوسنة والهرسك.

## الإبادة الجماعية في سربرنيتسا
بحلول عام 1995، اجتاحت القوات الصربية مُعظم شرق البوسنة وطردت السكان البوشناق المحليين في إطار حملة تطهير عرقي. كان هدفهم هو ضم المناطق التي يسيطر عليها الصرب إلى صربيا المجاورة. لجأ أكثر من 40,000 شخص معظمهم من البوشناق، لجأوا إلى سريبرينيتسا وهي أحد الجيوب الأخيرة في المنطقة التي تقع تحت سيطرة الجيش البوسني. فيما بعدُ، احتلت قُوات صرب البوسنة بقيادة الجنرال راتكو ملاديتش المدينة والمناطق المُجاورة لها. أُجليت النساء من سريبرينيتشا، لكن الكثير من الرجال والأطفال في المنطقة قُتلوا خلال أحداث الإبادة الجماعية في سربرنيتسا.
رأت خديجة محمدوفيتش لآخر مرة زوجها عبد الله، وابنيهما أزمير (21 عامًا) وألمير (18 عاما) في تلال الغابات المُحيطة بسريبرينيتشا قبل فصلهما عنها. وصفت فراقها الأخير مع عائلتها في مقابلة في نوفمبر 2017 مع محطة تلفزيونية بوسنية، "كنا نقف هناك وصغيري، لالو - هذا ما أطلقناه عليه، رغم أن اسمه كان ألمير - كان يقول، 'هيا، أمي، إذهبي، غادري بالفعل" لأنه كان يقترب مني أكثر فأكثر، ولم يسمح لي بالذهاب... كنا نظن أننا سنرى بعضنا البعض في يومين أو ثلاثة أيام. لم نكن نعرف أنهم سيقتلونهم جميعًا. "
نُقلت خديجة بالحافلة إلى بلدة كلاداني وهي بلدة تقع بالقرب من توزلا. أبلغ مسؤولو الصليب الأحمر لاحقًا خديجة أن زوجها وأبنائها في عداد المفقودين. قُتل في المجزرة أكثر من 8000 رجل وصبي بوسني. وكان من بين الضحايا زوج خديجة وابنيها وأخويها أدهم وحامد.

## نشاطُها
عُثر لاحقا على رُفات زوج خديجة وابنيها ضمن أكثر من 100 مقبرة جماعية كانت قد اكتُشفت في المنطقة المحيطة بسربرنيتسا. في عام 2010، أعادت خديجة دفنهُم في مقبرة ضحايا مجزرة سربرنيتشا الواقعة ببلدة دونيي بوتوتشاري.
عاشت خديجة في إحدى ضواحي سراييفو من أواخر التسعينيات إلى عام 2002. في 2002، عادت إلى منزلها قبل الحرب في بلدة فيديكوفاتش الواقعة خارج سريبرينيتشا على الطريق المُؤدية إلى بوتوتشاري، على الرغم من الذكريات المُؤلمة لفترة الحرب والمذبحة. أرادت خديجة مُحمدوفيتش، والتي كانت من أوائل البوشناق الذين عادوا للاستقرار بشكل دائم في المنطقة بعد حرب البوسنة، أن تُثبت أن البوشناق وصرب البوسنة لا يزالون يعيشون جنبًا إلى جنب. كانت المنطقة مُختلفة جدا بعد عودتها. كان هناك القليل من الكهرباء في عام 2002 وشبكة صغيرة من الطرق المعبدة في المنطقة. كان جارُها الوحيد في ذلك الوقت رجلاً مُسنًا صربيًا كانت تُساعده في الأعمال المنزلية وفي التسوق. كانت تُشدد على أنها لا تلوم الصرب ولا تُحملهم الذنب الجماعي حول ما حصل. بدلاً من ذلك، بدأت خديجة في الدعوة إلى اعتقال وإدانة المُجرمين المُتورطين في مذبحة سريبرينيتشا.
في عام 2002، وهو نفس العام الذي عادت فيه إلى سريبرينيتشا، أسست خديجة جمعية مُنظمة أمهات سربرنيتسا، وهي جمعية للنساء والناجين الذين قُتل أقاربهم في مذبحة سريبرينيتشا. دعت الجمعية إلى تحقيق العدالة للضحايا وجمع التبرعات للناجين وعائلاتهم.
كانت خديجة محمدوفيتش تُدافع عن العدالة لصالح عائلتها وضحايا الإبادة الجماعية الآخرين. خاطبت كُلا من المُجتمعين البوسني والدولي، بما في ذلك الصحفيين وطُلاب المدارس والجيران ونشطاء حقوق الإنسان والسياسيين. في مقابلة أجرتها قبل وفاتها، كررت دعمها لتحقيق العدالة للضحايا بقولها: «لا يُمكننا أن نسمح لمن قتلوا أن يصبحوا مثل أولئك الذين قُتلوا. لا ينبغي أن أكون الوحيدة التي تخاف من مستقبل لا نعرف فيه من كان الجاني ومن كان الضحية».
في نوفمبر 2017، سافرت خديجة إلى لاهاي للحُضور في جلسة النطق بالحُكم في حق راتكو ملاديتش، هذا الأخير حُكم عليه بالسجن مدى الحياة لدوره في الإبادة الجماعية في سريبرينيتشا. في مقابلة مع دويتشه فيله بعد إدانة ملاديتش وإصدار الحُكم في حقه، قالت خديجة محمدوفيتش «إن عقوبة السجن المؤبد لملاديتش هي مجرد قطرة في المحيط». كرئيسة لجمعية أمهات سريبرينيتشا، أشارت إلى أنه حتى مع الحكم، «نحن، الأمهات، نعيش فقط من خلال ذكريات أطفالنا.» بينما تمت محاكمة ملاديتش بنجاح، ذكّرت المراقبين بعد فترة وجيزة من صدور الحكم بأنه لا يزال هناك مُجرمو حرب آخرون يجب تقديمهم إلى العدالة هم كذلك، مُصرحة لقناة دويتشه فيله، «نحن حزينون لأنه حُكم على [ملاديتش] فقط بتُهمة سريبرينيتشا وليس أيضًا بتهمة الإبادة الجماعية في المجتمعات البوسنية الأخرى. تتم مُحاكمة الجزارين، لكن الكيان الذي جاء من هذه الجرائم (جمهورية صرب البوسنة) لا يزال موجودا. يُريد حكامها جعلها دولة أو ضمها إلى صربيا. لن نقبل بذلك أبدًا.»
أصبح منزل خديجة نُصبًا تذكاريًا لضحايا المجزرة. اعتنت بثلاث أشجار صنوبر في فناء منزلها كان ابنها ألمير قد زرعها قبل حرب البوسنة. كما أنها احتفظت بممر أسمنتي يؤدي إلى منزلها كان ابنها ألمير قد كتب اسمه في الخرسانة المصبوبة حديثًا عند الباب الأمامي للمنزل.

## وفاتُها
تُوفيت خديجة محمدوفيتش مُتأثرة بمضاعفات نجمت عن إصابتها بسرطان الثدي في مستشفى في سراييفو، وذلك يوم 22 يوليو 2018 عن عمر يُناهز 65 عامًا. حضر مئات الأشخاص جنازتها في سريبرينيتشا، ودُفنت في قرية سوشيسكا المجاورة.